# Arjan van Baest
Adrianus Johannes Wilhelmus Alphonsus Maria (Arjan) van Baest (Tilburg, 21 september 1969) is Nederlands componist en dirigent.

## Loopbaan
Hij is dirigent van de Dominicuskerk in Amsterdam, artistiek leider/dirigent van Stichting Bachcantates Tilburg, FBach Koor en Orkest, Cantiqua Concert (concertkoor) en COMA Eindhoven (ensemble voor hedendaagse muziek). Met deze en andere ensembles voerde hij veel werken uit voor koor en orkest, waaronder Die Zauberflöte van Mozart, Handels Messiah, Mozarts Requiem, Die Schöpfung van Haydn en alle grote werken van Bach.
Composities van Van Baest zijn onder andere 'Factuur est recente' voor orgel, saxofoonkwartet, contrabas en slagwerk (eerste prijs in het Eindhovense Festival Nieuwe Orgelmuziek 2010), 'For God to God' voor sopraan en koor op teksten van Etty Hillesum (première in 2013 in Muziekgebouw aan 't IJ, Amsterdam), en de theaterwerken 'Mingo' en 'Lodewijk Napoleon in Brabant'. Enkele van zijn koorwerken zijn opgenomen op de cd 'Pro Luce' (Stichting Muziek Nu, 2013). In 2017 kwam de cd 'Lezen in bed' uit, met acht kleinkunstliedjes. Als pianist en organist werkt Van Baest samen met Dorine van der Kei, Theaterchor Niederrhein (Kevelaer, Duitsland) en componist/dirigent Tom Löwenthal.
Van Baest is onderzoekscoach aan de Master of Music van de Fontys Hogeschool voor de Kunsten in Tilburg. Met componist Evert van Merode richtte hij Stichting Muziek Nu op, een platform voor de ontwikkeling en uitvoering van nieuwe muziek. Van Baest studeerde kerkorgel en muziektheorie bij Henk de Croon. Aan Fontys Hogeschool der Kunsten studeerde hij compositie bij Kees Schoonenbeek, koordirectie bij Louis Buskens (cum laude) en orkestdirectie bij Arjan Tien. Van Baest promoveerde aan de Letterenfaculteit van de Universiteit van Tilburg met het proefschrift 'A Semiotics of Opera', waarin hij de semiotiek van Charles Sanders Peirce uitwerkte voor muziek en tekst.
Van Baest is voorzitter van de Hanns Eisler Stichting Nederland. Hij woont in Eindhoven.